# Loïc Gasch
Loïc Gasch (ur. 13 sierpnia 1994) – szwajcarski lekkoatleta specjalizujący się w skoku wzwyż.
Uczestnik letnich igrzysk olimpijskich w Tokio (2020) (nie awansował do finału skoku wzwyż, zajmując 23. miejsce). W 2022 r. zdobył w Belgradzie srebrny medal halowych mistrzostw świata.
Wielokrotny mistrz Szwajcarii w skoku wzwyż, m.in. pięciokrotnie na stadionie (2015, 2016, 2017, 2019, 2021) oraz pięciokrotnie w hali (2013, 2015, 2016, 2020, 2022).
Rekordy życiowe w skoku wzwyż: 
- stadion – 2,33 (8 maja 2021, Lozanna) – rekord Szwajcarii
- hala – 2,31 (20 marca 2022, Belgrad)